# Octai Afandiev
Octai Abdulcarim oglu Afandiev (em azeri:  Oqtay Əbdülkərim oğlu Əfəndiyev; 26 de março de 1926 – 26 de fevereiro de 2013) foi um historiador, orientalista e professor azerbaijano. Afandiev, Doutor em Ciências Históricas e Membro Responsável da Academia Nacional de Ciências do Azerbaijão, é considerado o fundador da Escola de Estudos Safávida do Azerbaijão.

## Vida
Octai Abdulcarim oglu Afandiev nasceu em 26 de março de 1926 em Bacu (atual Azerbaijão) na SFSR da Transcaucásia, que então fazia parte da União Soviética. Seu pai, Abdulcarim Afandiev, formou-se na Escola de Professores de Gori e na Faculdade de Orientalismo da Universidade Estadual do Azerbaijão. Ele ensinou em sua cidade natal Geoktschai e no Instituto Pedagógico do Azerbaijão. Sua mãe, Cubra Canum Afandieva, trabalhava na área da saúde. Afandiev, que perdeu seu pai quando tinha 8 anos, foi criado por sua mãe e seu tio, Rasul Rza.

## Carreira acadêmica
Octai Afandiev ingressou na Universidade Estatal de Bacu em 1945, mas continuou seus estudos em Moscou um ano depois. Ele se formou no Instituto de Estudos Orientais de Moscou e defendeu sua tese de doutorado em 1955. Ele se tornou professor em 1993. Ele trabalhou no Instituto de História da Academia Nacional de Ciências do Azerbaijão (ANCA) por cerca de sessenta anos. Ele se tornou um membro relevante da ANCA em 2001.
Ele estudou principalmente a história sócio-política e sócio-econômica do Império Safávida. Além disso, Afandiev escreveu artigos sobre o estudo da história de Ilcanato, Confederação do Cordeiro Negro, Confederação do Cordeiro Branco e Xirvão. Afandiev foi um dos autores da Enciclopédia Soviética do Azerbaijão, do multivolume História da União Soviética e da Enciclopédia da História Soviética publicada em Moscou. Ele também trabalhou na Enciclopédia Islâmica publicada em Istambul, Turquia. Afandiev foi membro do conselho editorial da Enciclopédia Nacional do Azerbaijão.
Afandiev chefiou o departamento de História Medieval do Azerbaijão do Instituto de História da ANCA. Treinou 6 doutores em ciências e 12 candidatos em ciências.
Afandiev trabalhou na Universidade Estatal de Bacu, na Universidade de Mármara e na Universidade de Khazar. Entre 1994 e 2004, ele foi diretor do Instituto de Estudos do Cáucaso e da Ásia Central na Universidade de Khazar.
Acadêmicos que fazem referência a Afandiev em seus trabalhos: W. Floor, H. Halm, I. P. Petrushevsky, G. R Romer, Jean-Paul Roux, F. Sumer, Y. E. Bregel, I. Melikoff, A. Allouch, S. Kitagawa, O. Altstadt, K. Kutsia, E. Gruner, A. Yaman, M. Temizkan, N. Chetinkaya, E. I. Vasilieva, L. P. Smirnova, e mais.
Os pesquisadores Bruce Grant e Lale Yalchin-Heckmann chamaram Afandiev de "um conhecido especialista azerbaijano na história dos safávidas". O historiador azerbaijano Ismail Mammadov chamou Afandiev de "o maior pesquisador da história do estado safávida". A antropóloga americana Marjorie Mandelstam Balzer escreveu que Afandiev tinha uma abordagem ambígua do Islã, que ela considerava progressista para a época.

## Morte
Octai Afandiev faleceu na noite de 26 de fevereiro de 2013 em Bacu. Ele foi enterrado na Rua Secundária Honorária do Enterro em Bacu.

## Trabalhos selecionados

### Livros
- Образование азербайджанского государства Сефевидов в начале XVI в.. — Б., 1961.
- Азербайджанское государство Сефевидов в XVI веке / Редактор академик А. А. Ализаде. — Б.: Элм, 1981. — 306 с.
- Azərbaycan Səfəvilər Dövləti (азерб.). — Б., 1993. — 304 с.
- Azərbaycan Səfəvilər dövləti (азерб.). — Б.: Şərq-Qərb, 2007. — 407 с.

### Artigos
- К некоторым вопросам внутренней и внешней политики Шаха Исмаила (1502 — 1524 гг.) // Труды Института истории АН Азерб. ССР.. — Б., 1957. — Т. XII. — С. 150–180.
- Из истории социальной и политической борьбы в Азербайджане на рубеже XV — XVI вв. // Краткие сообщения Института востоковедения АН СССР. — 1960. — No. 38. — С. 35–40.
- Некоторые сведения о последних ширваншахах Дербендской династии // Ближний и Средний Восток. — М., 1962.
- О малоизвестном источнике XVI в. по истории Сефевидов // Известия АН Азерб. ССР, серия обществ. наук. — 1964. — No. 2. — С. 61–68.
- Искендер Мунши // Советская историческая энциклопедия. — 1965. — Т. VI. — С. 325.
- Исмаил I // Советская историческая энциклопедия. — 1965. — Т. VI. — С. 351.
- Дон Хуан Персидский или Орудж-бек Баят? // Известия АН Азерб. ССР, серия истории, философии и права. — 1966. — No. 2. — С. 62–70.
- Минадои и его «История войн между турками и персами» // Известия АН Азерб. ССР.. — Б., 1967. — No. 1. — С. 59–66.
- Сефевие // Советская историческая энциклопедия. — 1969. — Т. XII. — С. 815.
- Сефевидов государство // Советская историческая энциклопедия. — 1969. — Т. XII. — С. 815. (совместно с А. П. Новосельцевым)
- Тахмасп I // Советская историческая энциклопедия. — 1973. — Т. XXIV. — С. 153.
- Узун-Хасан // Советская историческая энциклопедия. — 1973. — Т. XXIV. — С. 708.
- Le role des tribus de la langue turque dans la creation de l'Etat Safavide (фр.) // Turcica. — 1975. — No 6. — P. 24–33.
- Сефевиды // Большая советская энциклопедия. — 1976. — Т. XXIII. — С. 325. (совместно с А. П. Новосельцевым)
- Шахсевены // Советская историческая энциклопедия. — 1976. — Т. XVI. — С. 145.
- К освещению некоторых вопросов истории Сефевидов в современной иранской историографии // Против буржуазных фальсификаторов истории и культуры Азербайджана. — Б., 1978.
- О периодизации истории Тебриза в ХV-ХVI вв. // Товарно-денежные отношения на Ближнем и Среднем Востоке в эпоху средневековья. — М., 1979. — С. 237–245.
- Новый труд по истории Сефевидского государства // Известия АН Азерб. ССР. Серия истории, философии и права. — Б., 1979. — No. 4. — С. 133–138.
- О подати тамга и ее значении в городской экономике Азербайджана и сопредельных стран в XV— XVI вв. // Ближний и Средний Восток. Товарно-денежные отношения при феодализме.. — М., 1980. — С. 238–243. (совместно с Ш. Б. Фарзалиевым)
- Сефевиды и Ардебильское святилище шейха Сефи // Бартольдовские чтения 1982 г. Тезисы докладов и сообщений.. — М., 1982.
- On Turkic language tribes in Azerbaijan and Eastern Anatolia in the XV-XVI centuries (англ.) // V. Milletlerarası Türkiye Sosyal ve İktisat Tarihi Kongresi: İstanbul, 21-25 Ağustos 1989 : tebliğ özetleri. — İs.: Marmara Üniversitesi Türkiyat Araştırma ve Uygulama Merkezi, 1989.
- Safavi Devletinin Kuruluşunda Türk Aşiretlerinin Rolü (тур.) // Yabancı Araştırmacılar Gözüyle Alevîlik: Tuttum Aynayı Yüzüme Ali Göründü Gözüme. — İs.: Ant Yayınları, 1989.
- Gence (тур.) // İslâm Ansiklopedisi (англ.)русск.. — 1996. — C. XIV. — S. 17–20.
- Немного о карабахских меликствах // The History of the Caucasus. The scientific-public almanac. — Б., 2001. — No. 3.
- Карабах в составе государств Каракоюнлу, Аккоюнлу и Сефевидов (XV-XV1I вв.) // Карабах. Очерки истории и культуры. — Б., 2004.
- Şirvan'da Osmanlı Hâkimiyetinin yerleşmesi ve ilk Osmanlı idari taksimatına dair (тур.) // Kebikeç: insan bilimleri için kaynak araştırmaları dergisi. — An.: Kebikeç Yayınları, 2007.

## Prêmio s
- Ordem do Distintivo de Honra (1986)
- Ordem da Fama (2004)[13]